# Mario a disparu !
 (octobre 2019).
Si vous disposez d'ouvrages ou d'articles de référence ou si vous connaissez des sites web de qualité traitant du thème abordé ici, merci de compléter l'article en donnant les références utiles à sa vérifiabilité et en les liant à la section « Notes et références ».
Mario a disparu ! (ou Mario Is Missing!) est un jeu vidéo éducatif de géographie sur les villes du monde, sorti sur MS-DOS en 1992, sur Super Nintendo et Nintendo Entertainment System en 1993. Le personnage principal est pour la première fois Luigi. Les versions MS-DOS et Super Nintendo ont été  développés par The Software Toolworks, alors que Radical Entertainment s'occupa de la version NES. Les trois versions ont été éditées par Mindscape.